# Subaru 1000
Subaru 1000 являлся первым автомобилем Subaru производства Fuji Heavy Industries на переднем приводе, классифицированный, начиная с 1966 года, как «компактный автомобиль». Предыдущие модели Subaru, такие как Subaru 360 и Sambar, относились к категории кей-кар.
Это была первая серийная Subaru с оппозитным четырехцилиндровым двигателем.
В 1960 году, руководство Subaru решило производить новый автомобиль, используя прототип Subaru 1500. Автомобиль получил кодовое название A-5, для него разработан четырехтактный оппозитный четырехцилиндровый двигатель с воздушным охлаждением объемом 1,5 литра. Компактная платформа и ведущие передние колеса. Это был двойной поперечный рычаг передней подвески. Из-за ограниченных ресурсов FHI, автомобиль в это время не получил серийного производства. В это время производился Subaru 360, но нужен был новый автомобиль Subaru, который мог бы с комфортом перевозить четырёх пассажиров, что было бы альтернативой таким автомобилям как Toyota Publica, Datsun 110/210, Hino Contessa, и Mitsubishi Colt 600. Subaru также хотели снизить шум двигателя, разместив двигатель спереди и реализовав передний привод. Этим был исключен ранее устанавливавшийся карданный вал, так же была использована независимая подвеска на всех четырёх колёсах. Из других японских автомобилей, использовавших оппозитный двигатель воздушного охлаждения, в то время была в Publica, с двигателем Toyota U.
В 1963 году у Subaru новый проект А-4. Двигатель объёмом 923 куб. см., передний привод, общая длина 3885 мм, колесная база 2400 мм, передняя колея 1230 мм и задняя 1220 мм, масса автомобиля 500 кг. Модель была запущена в производство и стала известна как Subaru 1000. Для обеспечения тишины работы вибрации сведены к минимуму, двигатель был оборудован водяным охлаждением вместо изначально предполагавшегося воздушного.

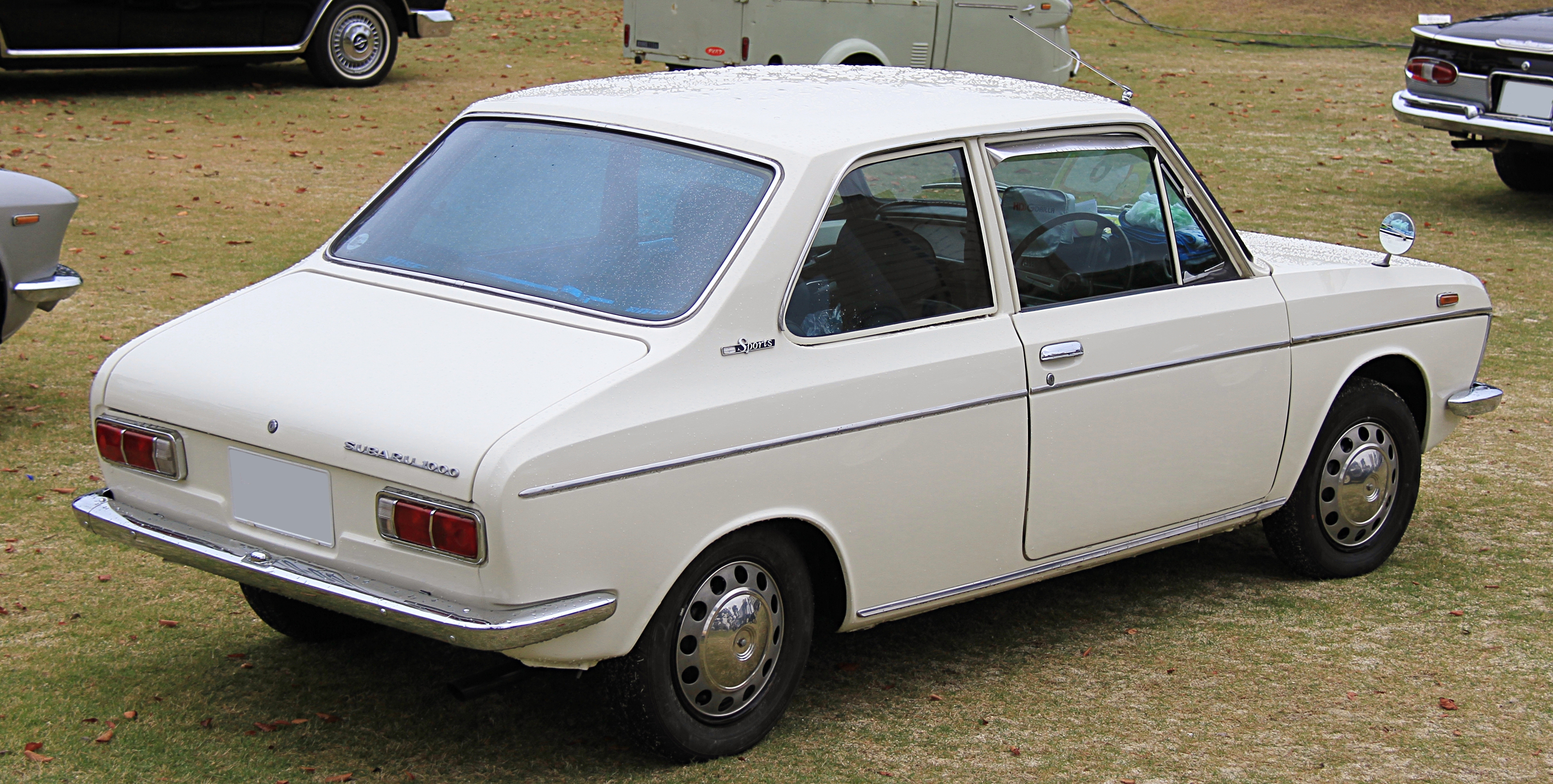
Купе Subaru 1000

Subaru 1000 был официально представлен 21 октября 1965 года в отеле Hilton Tokyo, теперь известный как отель Capitol Tokyu. 29 октября того же года автомобиль был показан на 12-м Токийском автосалоне (Tokyo Motor Show). Двухдверный седан модели A512 появился с 15 февраля 1967 года, четырёхдверный выпускался с 14 сентября 1967 года.
Эти автомобили имели уникальное водяное охлаждение, горизонтально расположенный оппозитный четырёхцилиндровый двигатель, с верхним расположением клапанов, управляемыми рулевыми тягами. Инженеры Subaru изучили образцы Porsche, DKW и Chevrolet Corvair, и пришли к выводу, что было бы желательно сочетать этот тип двигателя с системой переднего привода. Основная проблема в достижении тишины в этой комбинации были вибрации от карданных шарниров, тогда были разработаны инновационные ШРУСы.
Как это и было характерно для ранних автомобилей на переднем приводе, для уменьшения веса и упрощенного использования независимой передней подвески, спереди использовались барабанные тормоза (эту нетипичную для Subaru конструкцию она сохранит и в 1970-х).
В дополнение к 55-сильной (40 кВт) модели также производилась более мощная модель 1968 года с литровым двигателем. Это давало 67 л.с. (49 кВт) при 6600 об/мин. Максимальная скорость возросла со 135 до 150 км/ч. Модель 1000 заменила 1100 (также известная как Subaru FF-1 Star в США и на других экспортных рынках) в начале семидесятых.
К марту 1969 года, Subaru подготовила более 4000 единиц как альтернативу Toyota Corolla серии KE10 (введена в 1966 году) и Nissan Sunny серии B10.

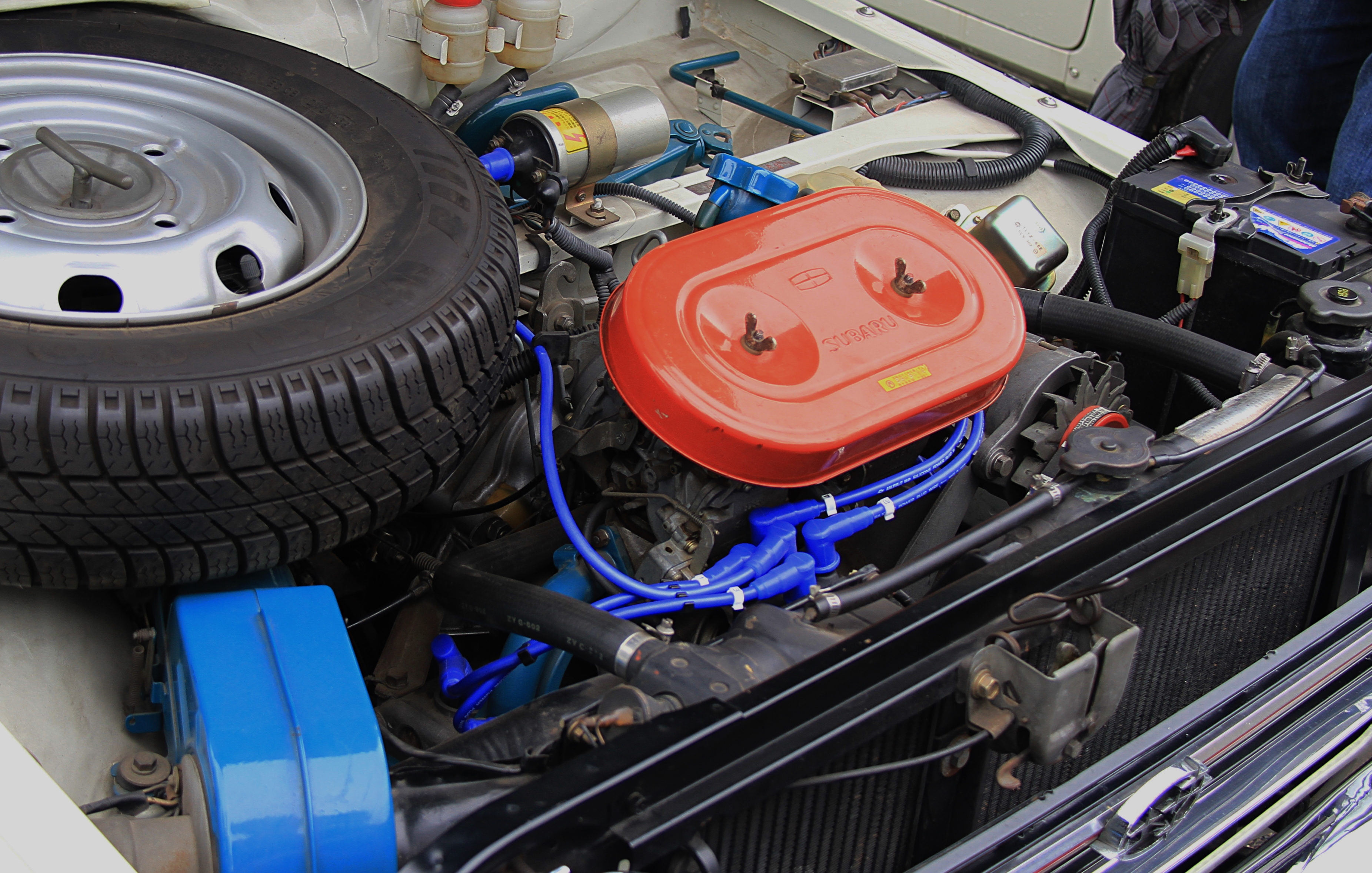
Двигатель Subaru EA53

## Двигатель
Subaru EA-52 — горизонтально-оппозитный двигатель жидкостного охлаждения со штанговым приводом клапанов (OHV).
Объём: 72 мм x 60 мм, 977,2 куб. см.
Мощность: 55 л.с. (40 кВ) при 6000 об/мин, крутящий момент 77 Н·м при 3200 об/мин, степень сжатия 9:1, двухкамерный карбюратор.

## Трансмиссия
4-ступенчатая МКПП, передний привод.
Передаточные числа: 1 передача — 4,000; 2 передача — 2,235; 3 передача — 1,543; 4 передача — 1,033. Реверсивная передача — 4,100. Главная передача — 4,125.